# Maesaceae
Classification APG II (2003)
Famille
Classification APG III (2009)
Les Maesaceae (les Maésacées en français) est une famille de plantes à fleurs dicotylédones. Elle comprend une centaine d'espèces appartenant au seul genre Maesa.
Ce sont des lianes à feuilles persistantes, mais aussi des arbres, originaires d'Asie, d'Australie et d'Océanie, que l'on trouve dans les régions tempérées à tropicales,

## Étymologie
Le nom vient du genre Maesa, donné en 1775 par le naturaliste suédois Petrus Forskål, et vient de l'arabe مَعَصْ (ma'as), nom vernaculaire arabe de cette plante. Le mot est peut-être dérivé du mot arabe مَعِصَ (ma'isa), « mal de pied ; pied tordu ; contracture du pied » ou مَعَصَ (ma'asa), crampe, en raison de l'utilisation de l'espèce Maesa lanceolata (en) pour soulager les entorses.

## Classification
Cette famille est acceptée en classification APG II (2003), assignée à l'ordre des Ericales.
En classification phylogénétique APG III (2009), elle est incorporée à la famille Primulaceae, dans la sous-famille des Maesoideae.